# Olivia de Havilland
Olivia Mary de Havilland (Tokio, 1 de julio de 1916-París, 26 de julio de 2020) fue una actriz británica-estadounidense, ganadora de dos premios Óscar a mejor actriz protagonista por La vida íntima de Julia Norris (1946) y La heredera (1949), siendo una de las estrellas de Hollywood más célebres de la década de 1940 y de la historia del cine. También tuvo las nacionalidades británica y francesa en distintos momentos de su vida.

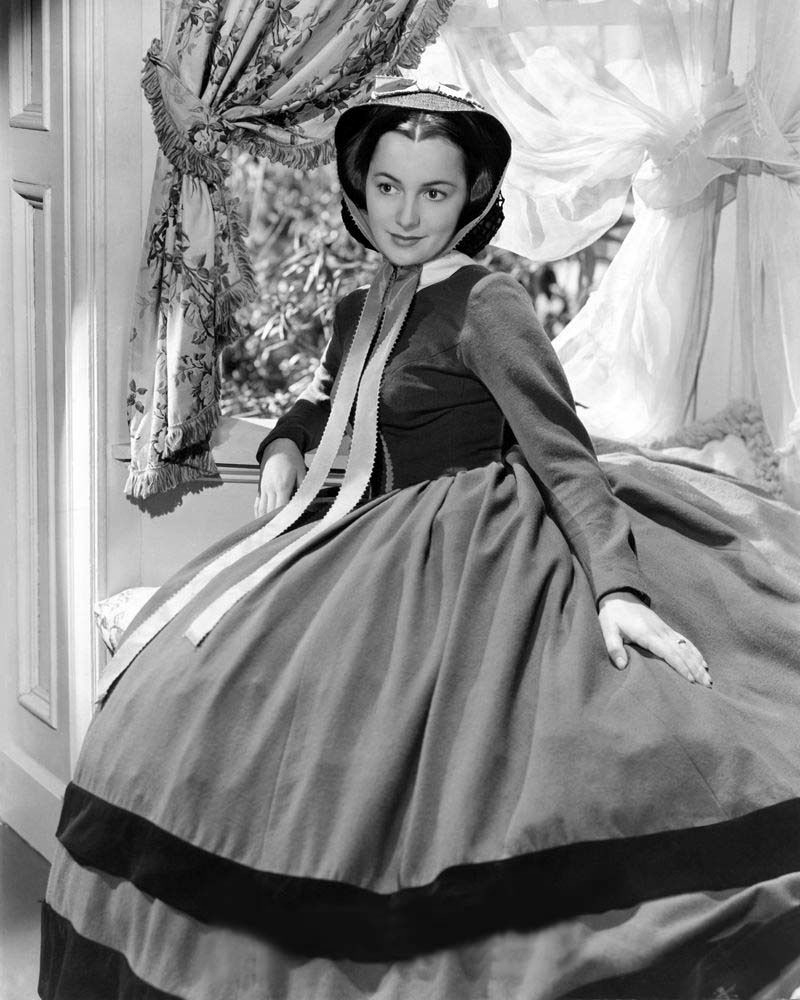
Retrato publicitario de estudio para Lo que el viento se llevó (1939)

Como actriz, fue la última superviviente del cine clásico de Hollywood y, por tanto, también la última superviviente del mítico reparto de la película Lo que el viento se llevó (1939), por la que fue nominada al Óscar a la mejor actriz de reparto por su interpretación como Melanie Hamilton.
Fue hermana de la actriz Joan Fontaine (1917-2013), con quien no mantuvo relación desde 1975 hasta el fallecimiento de esta, 38 años después.
El 21 de junio de 2017, a los 100 años de edad, fue nombrada dama de la Orden del Imperio Británico por la reina Isabel II, siendo la persona más longeva que ha recibido esa distinción.

## Biografía

### Familia y primeros años
Fue la hija primogénita de padres británicos, Walter de Havilland (1872-1968), abogado que ejercía en Japón, y Lilian Augusta Ruse (1886-1975), actriz. Su hermana menor fue la también actriz Joan Fontaine (1917-2013), nacida igualmente en Tokio. A causa de una salud debilitada, y tras la separación de sus padres, se trasladó con su madre y su hermana a California (Estados Unidos), donde cursó sus estudios.
En febrero de 1919, Lilian persuadió a su esposo para que llevara a la familia de regreso a Inglaterra por un clima más adecuado para sus hijas enfermas. Navegaron a bordo del SS Siberia Maru a San Francisco, donde la familia se detuvo para tratar la amigdalitis de Olivia. Después de que Joan desarrolló neumonía, Lilian decidió quedarse con sus hijas en California, donde finalmente se establecieron en el pueblo de Saratoga, 50 millas (80 km) al sur de San Francisco. Su padre abandonó a la familia y volvió con su ama de llaves japonesa, que finalmente se convirtió en su segunda esposa. 

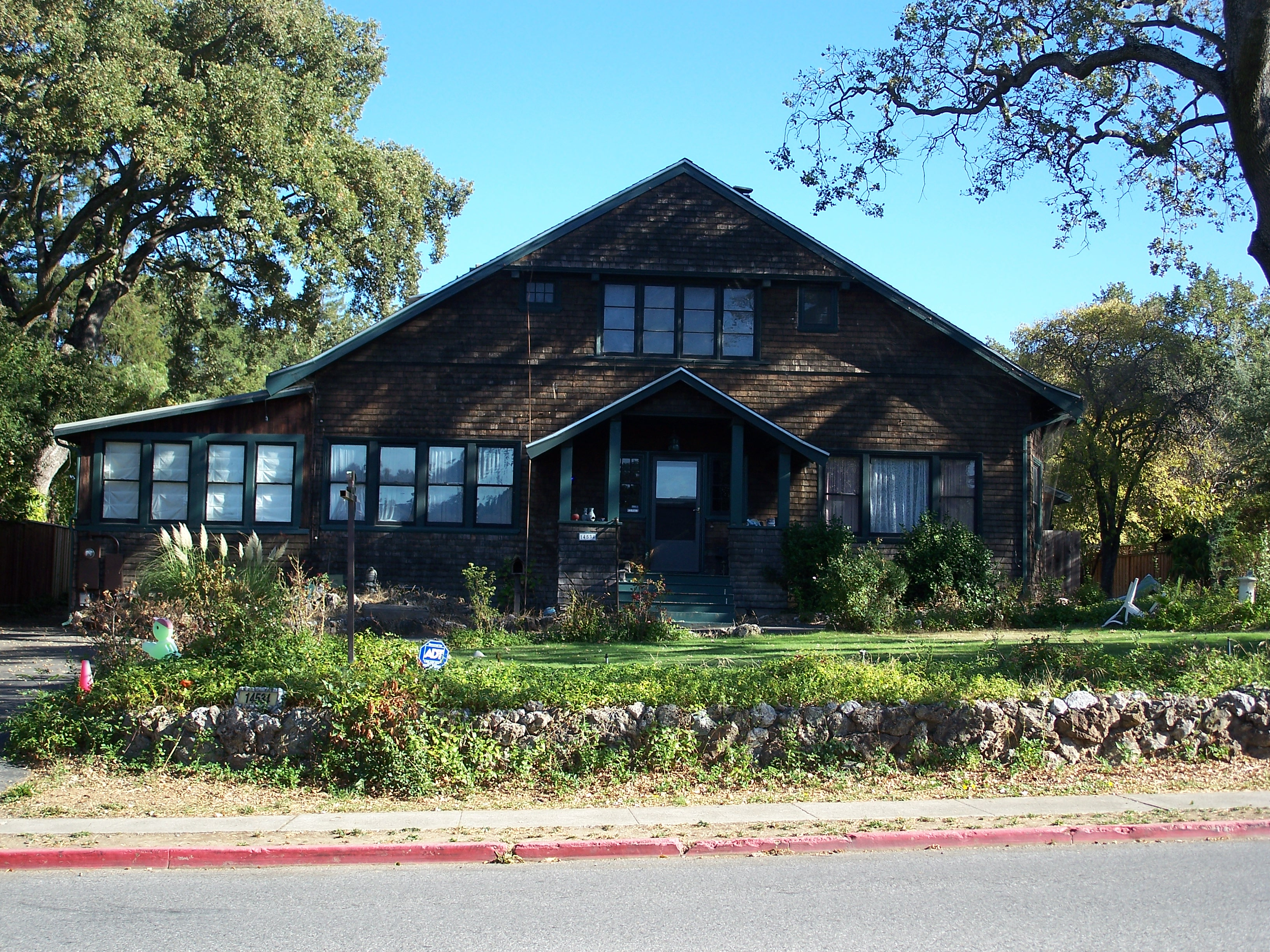
Lundblad's Lodge, en Saratoga, donde la familia vivió por un tiempo

Olivia fue criada para apreciar las artes, comenzando con lecciones de ballet a la edad de cuatro años y lecciones de piano un año después. Aprendió a leer antes de los seis años, y su madre, que ocasionalmente enseñaba teatro, música y elocución, le recitó pasajes de Shakespeare para fortalecer su dicción. Durante este período, su hermana menor, Joan, comenzó a llamarla "Livvie", un apodo que duraría toda su vida. De Havilland ingresó a la Escuela Primaria Saratoga en 1922 y le fue bien en sus estudios. Le gustaba leer, escribir poesía y dibujar, y una vez representó a su escuela primaria en un concurso de ortografía del condado, quedando en segundo lugar.
En abril de 1925, después de que se finalizara su divorcio, Lilian se casó con George Milan Fontaine, gerente de una tienda por departamentos de O. A. Hale & Co. en San José. Fontaine era un buen proveedor y un hombre de negocios respetable, pero su estricto estilo de crianza generó animosidad y más tarde rebelión en sus dos hijastras.
De Havilland continuó su educación en Los Gatos High School, cerca de su casa en Saratoga. Allí se destacó en la oratoria y el hockey sobre césped y participó en obras de teatro escolares y en el club de teatro escolar, llegando a ser la secretaria del club. Con planes de convertirse en maestra de inglés y habla, también asistió al Notre Dame Convent Roman Catholic en Belmont.

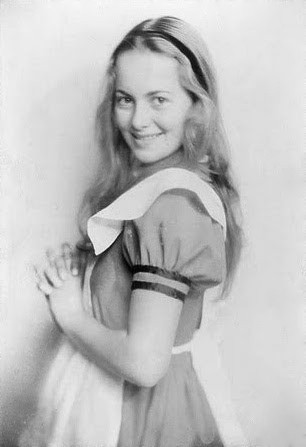
De Havilland en el escenario de Alicia en el País de las Maravillas, 1933

En 1933, una adolescente de Havilland hizo su debut en el teatro de aficionados en Alicia en el país de las maravillas, una producción de Saratoga Community Players basada en la novela de Lewis Carroll. También apareció en varias obras de teatro escolares, incluyendo The Merchant of Venice y Hansel and Gretel. Su pasión por el drama finalmente la llevó a una confrontación con su padrastro, quien le prohibió participar en otras actividades extracurriculares. Cuando se enteró de que había ganado el papel principal de Elizabeth Bennet en una producción de la escuela de recaudación de fondos de Jane Austen Orgullo y prejuicio, él le dijo que tenía que elegir entre quedarse en casa o aparecer en la producción y que no se le permitiera ir a casa. No queriendo decepcionar a su escuela y sus compañeros de clase, se fue de su casa y se mudó con un amigo de la familia. 
Después de graduarse de la escuela secundaria en 1934, a De Havilland le ofrecieron una beca para estudiar en el Mills College de Oakland para seguir su carrera elegida como profesora de inglés. También le ofrecieron el papel de Puck en la producción de Saratoga Community Theatre de El sueño de una noche de verano de Shakespeare. Ese verano, el director austríaco Max Reinhardt vino a California para una nueva producción importante de la misma obra que se estrenará en el Hollywood Bowl. Después de que uno de los asistentes de Reinhardt la viera actuar en Saratoga, le ofreció el segundo puesto de suplente para el papel de Hermia. Una semana antes del estreno, el suplente Jean Rouverol y la actriz principal Gloria Stuart abandonarán el proyecto, dejando a De Havilland, de 18 años, para interpretar a Hermia. Impresionado con su actuación, Reinhardt le ofreció el papel en la gira de otoño de cuatro semanas que siguió. Durante esa gira, Reinhardt recibió la noticia de que dirigiría la versión cinematográfica de Warner Bros. de su producción teatral, y le ofreció el papel cinematográfico de Hermia. Con su mente todavía decidida a convertirse en maestra, De Havilland inicialmente vaciló, pero finalmente, Reinhardt y el productor ejecutivo Henry Blanke la persuadió de firmar un contrato de cinco años con Warner Bros. el 12 de noviembre de 1934, con un salario inicial de $200 por semana, lo que marca el comienzo de una carrera profesional de actuación que abarcaría más de 50 años.

### Sus comienzos en el cine
Max Reinhardt se fijó en ella en una representación teatral universitaria, de El sueño de una noche de verano, que posteriormente representaría en el Hollywood Bowl. Reindhardt decidió llevarla al cine, y la dirigirá en la película homónima, para la Warner Brothers, en el año 1935. 
A partir de este momento formó parte de un equipo consolidado en la Warner, con Errol Flynn (quien luego confesó haber estado perdidamente enamorado de ella en aquel entonces) como pareja y Michael Curtiz como director. Junto con Errol Flynn protagonizó siete películas, en las que, aunque siendo de temática muy distinta, ella siempre representaba el mismo personaje, de la amada del aventurero, fiel seguidora del héroe. Algunas de estas películas fueron El capitán Blood (1935), La carga de la Brigada Ligera (1936), Robin de los bosques (1938), Dodge, ciudad sin ley (1939) o Murieron con las botas puestas (1941).

### La década de 1940

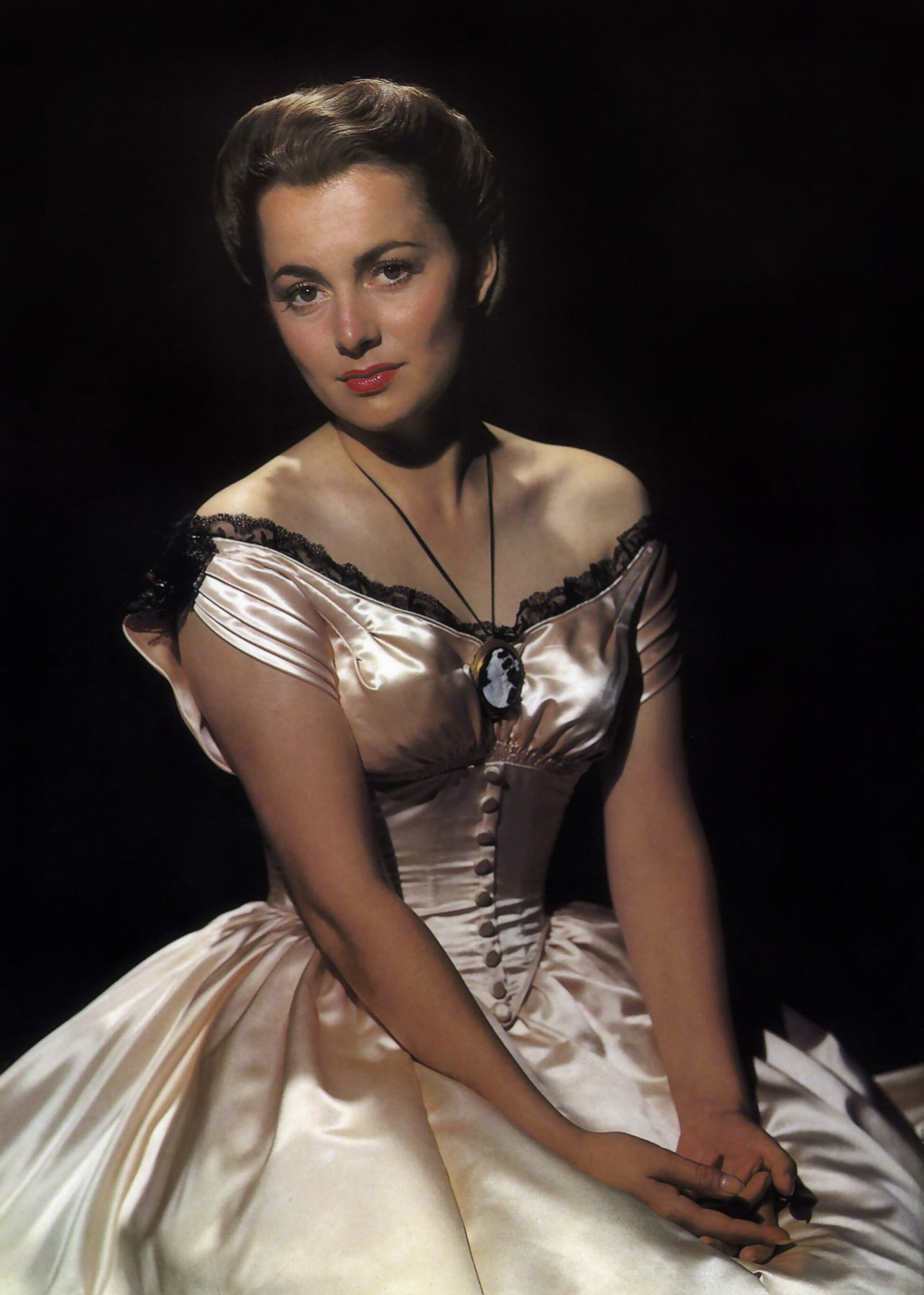
De Havilland en 1940

Los años 1940 fueron los más importantes de su carrera, ya que protagonizó La vida íntima de Julia Norris, de Mitchell Leisen, en 1947 y La heredera, de William Wyler, en 1949, junto a Montgomery Clift, que le supondrían los dos Óscar de su carrera. Sin embargo, en el año 1939 ya había interpretado uno de los papeles que más importancia y reconocimiento le depararía a nivel mundial, el de Melanie Hamilton en Lo que el viento se llevó (1939), por el que consiguió una nominación a los Óscar como mejor actriz secundaria ese mismo año, aunque el premio se lo llevó su compañera de reparto, Hattie McDaniel, que interpretaba el papel de Mami y fue la primera actriz afroamericana en conseguirlo. En el año 1941 fue de nuevo nominada al Óscar a la mejor actriz principal por su papel en Si no amaneciera, pero esta vez fue su hermana, Joan Fontaine, nominada por Sospecha, de Alfred Hitchcock la que se lo llevó. La mala relación que mantenían las dos hermanas pudo apreciarse en la entrega de los Óscar, cuando Joan rechazó las felicitaciones de Olivia al subir a recoger su galardón.
A pesar de que los años 1940 fueron los mejores de su carrera, fue en esta época cuando tuvo un problema judicial con la Warner, se quejaba de que los papeles que le proporcionaban no tenían ningún valor artístico y pensaba que los mejores se los cedían siempre a Bette Davis (un ejemplo evidente, es la película: La vida privada de Elisabeth y Essex), entonces el estudio, en represalia, no le concedió ningún papel en más de seis meses. Olivia los demandó cuando intentaron prorrogar su contrato de siete años alegando que les debía esos 6 meses como castigo. Ganó la demanda pero estuvo casi tres años sin trabajar.

### La década de 1950

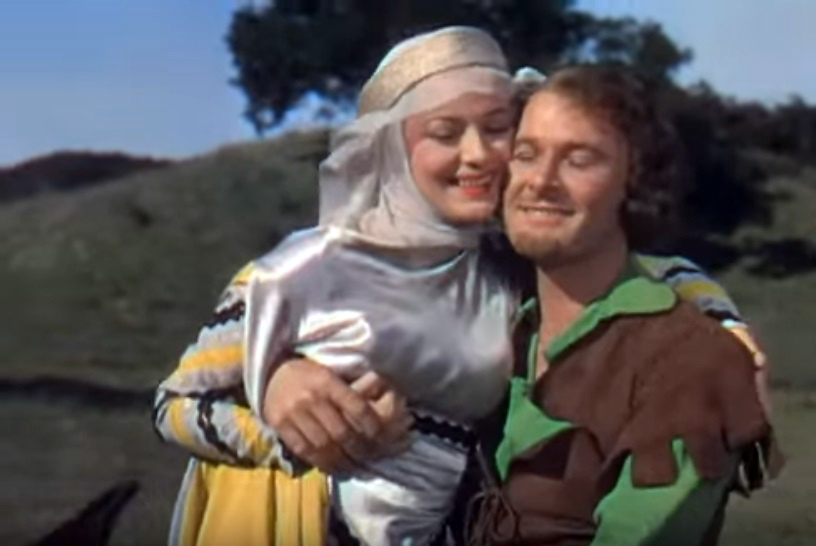
La actriz en una escena de The Adventures of Robin Hood (1938) junto a Errol Flynn.

A partir de los años 1950, sus papeles se van distanciando cada vez más. De esta última etapa de su carrera, sus papeles más importantes fueron No serás un extraño (1955), de Stanley Kramer, La noche es mi enemiga (1959), de Anthony Asquith, y Canción de cuna para un cadáver (1964), de Robert Aldrich. En 1955 encarnó a una noble española, la polémica Princesa de Éboli, en una película dirigida por Terence Young.
En 1970 participó en The Adventurers, filme más o menos inspirado en la vida del playboy Porfirio Rubirosa, dirigido por Lewis Gilbert y donde la actriz se codeó con un llamativo plantel: Candice Bergen, Charles Aznavour, Ernest Borgnine, Fernando Rey...

### Últimos trabajos
Dejó relegado un poco el cine a partir de los años 1960 y se dedicó al teatro y la televisión, que emergía en aquellos tiempos, trabajando a lo largo de esta década en varias series como Norte y Sur (1986). Desde entonces, vivió prácticamente recluida, y una de sus últimas apariciones fue como presentadora de uno de los premios de la 75.ª edición de los Óscar, en 2003.
De Havilland narró el documental de 2009, Recuerdo mejor cuando pinto. La película trata sobre la importancia del arte en el tratamiento de la enfermedad de Alzheimer. El 22 de marzo de 2011, se presentó la película en una proyección especial en París.

### Últimos honores
El 17 de noviembre de 2008, a la edad de 92, Olivia de Havilland recibió la Medalla Nacional de las Artes. El 9 de septiembre de 2010, a la edad de 94 años, fue nombrada Caballero de la Legión de Honor, una distinción que otorga el presidente de la República Francesa. 
En febrero de 2011, Olivia de Havilland apareció en la ceremonia de entrega de los Premios Oscar. Jodie Foster la presentó y De Havilland recibió una ovación con el público puesto en pie.
En junio de 2017, con casi 101 años de edad, Olivia fue nombrada Dama del Imperio Británico por la reina Isabel II.

### Fallecimiento
Falleció por causas naturales el 26 de julio de 2020 a los 104 años de edad en su residencia de París mientras dormía, apagándose así con ella la última estrella de la época dorada de Hollywood.

## Matrimonios e hijos

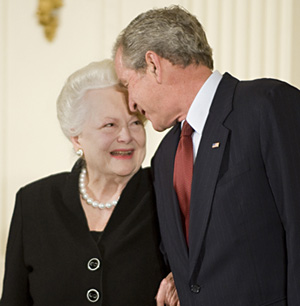
Olivia de Havilland y George W. Bush, en el 2008.

En 1946, se casó con el novelista Marcus Goodrich, de quien se divorció en 1953 y con quien tuvo un hijo, Benjamin, que murió en 1991 por la enfermedad de Hodgkin. Su segundo matrimonio fue en 1955, con el escritor y periodista francés Pierre Galante, de quien se divorció en 1979 y con quien tuvo una hija, Gisèle. Mantuvo una buena amistad con su segundo marido, hasta el punto de cuidarle hasta su muerte en París, en 1998.
Desde 1956 hasta 2020, Olivia de Havilland residió en la capital francesa. Su estancia, vivencias y experiencias en París las relató con gran sentido del humor en su autobiografía "Every frenchman has one", publicada por Random House en 1962 y reeditada el año siguiente. Con motivo de su centésimo aniversario se publicó una tercera edición.

## Filmografía
| Año  | Título                                   | Personaje                    | Director/es                            |
| ---- | ---------------------------------------- | ---------------------------- | -------------------------------------- |
| 1935 | Alibi Ike                                | Dolly Stevens                | Ray Enright                            |
| 1935 | El predilecto                            | Lucille Jackson              | Lloyd Bacon                            |
| 1935 | El sueño de una noche de verano          | Hermia                       | William Dieterle, Max Reinhardt        |
| 1935 | El capitán Blood                         | Arabella Bishop              | Michael Curtiz                         |
| 1936 | La carga de la Brigada Ligera            | Elsa Campbell                | Michael Curtiz                         |
| 1938 | The Adventures of Robin Hood             | Lady Marian                  | Michael Curtiz, William Keighley       |
| 1939 | Wings of the Navy                        | Irene Dale                   | Lloyd Bacon                            |
| 1939 | Dodge City                               | Abbie Irving                 | Michael Curtiz                         |
| 1939 | Lo que el viento se llevó                | Melanie Hamilton             | Victor Fleming, George Cukor, Sam Wood |
| 1939 | The Private Lives of Elizabeth and Essex | Lady Penelope Gray           | Michael Curtiz                         |
| 1940 | Camino de Santa Fe                       | 'Kit Carson' Holliday        | Michael Curtiz                         |
| 1941 | Si no amaneciera                         | Emmy Brown                   | Mitchell Leisen                        |
| 1941 | Murieron con las botas puestas           | Elizabeth Bacon              | Raoul Walsh                            |
| 1942 | Como ella sola                           | Roy Timberlake               | John Huston, Raoul Walsh               |
| 1946 | Predilección                             | Charlotte Brontë             | Curtis Bernhardt                       |
| 1946 | La vida íntima de Julia Norris           | Miss Josephine 'Jody' Norris | Mitchell Leisen                        |
| 1946 | A través del espejo                      | Terry Collins / Ruth Collins | Robert Siodmak                         |
| 1948 | Nido de víboras                          | Virginia Stuart Cunningham   | Anatole Litvak                         |
| 1949 | La heredera                              | Catherine Sloper             | William Wyler                          |
| 1952 | My Cousin Rachel                         | Rachel Ashley                | Henry Koster                           |
| 1955 | La princesa de Éboli                     | Ana de Mendoza               | Terence Young                          |
| 1956 | No serás un extraño                      | Kristina Hedvigson           | Stanley Kramer                         |
| 1956 | La hija del embajador                    | Joan Fisk                    | Norman Krasna                          |
| 1958 | El rebelde orgulloso                     | Linnett Moore                | Michael Curtiz                         |
| 1959 | La noche es mi enemiga                   | Lady Margaret Loddon         | Anthony Asquith                        |
| 1964 | Hush... Hush, Sweet Charlotte            | Miriam                       | Robert Aldrich                         |
| 1970 | The Adventurers                          | Deborah Hadley               | Lewis Gilbert                          |
| 1977 | Aeropuerto 77                            | Emily Livingston             | Jerry Jameson                          |
| 1977 | El enjambre                              | Maureen Schuester            | Irwin Allen                            |
| 1977 | Anastasia: El misterio de Ana            | Dowager Empress Maria        | Marvin J. Chomsky                      |
| 1982 | Murder Is Easy                           | Honoria Waynflete            | Claude Whatham                         |

## Teatro
- A Gift of Time (1962).
- Cándida (1952), de George Bernard Shaw
- Romeo y Julieta (1951), de William Shakespeare.

## Premios y distinciones
Premios Óscar
| Año  | Categoría               | Película                       | Resultado |
| ---- | ----------------------- | ------------------------------ | --------- |
| 1940 | Mejor actriz de reparto | Lo que el viento se llevó      | Nominada  |
| 1942 | Mejor Actriz            | Si no amaneciera               | Nominada  |
| 1947 | Mejor Actriz            | La vida íntima de Julia Norris | Ganadora  |
| 1949 | Mejor actriz            | Nido de víboras                | Nominada  |
| 1950 | Mejor Actriz            | La heredera                    | Ganadora  |

Globo de Oro
| Año  | Categoría                                               | Película                       | Resultado |
| ---- | ------------------------------------------------------- | ------------------------------ | --------- |
| 1949 | Mejor Actriz - Drama                                    | La heredera                    | Ganadora  |
| 1952 | Mejor Actriz - Drama                                    | Mi prima Raquel                | Candidata |
| 1986 | Mejor Actriz de Reparto de serie, miniserie o telefilme | Anastasia: The Mystery of Anna | Ganadora  |

Festival Internacional de Cine de Venecia
| Año  | Categoría                    | Galardonado     | Resultado |
| ---- | ---------------------------- | --------------- | --------- |
| 1949 | Copa Volpi a la mejor actriz | Nido de víboras | Ganadora  |